# 소원 하나만
〈소원 하나만〉(일본어: 願い事ひとつだけ 네가이고토히토츠다케[*])는 코마츠 미호의 세 번째 싱글이다.

## 개요
- 데뷔 싱글 〈수수께끼〉 이래로 두 번째인 애니메이션 《명탐정 코난》의 타이업.
- 누계매상장수 30만장.

## 수록곡
1. 소원 하나만(願い事ひとつだけ)
  - 작사 · 작곡: 코마츠 미호, 편곡: 후루이 히로히토

2006년에는 시모카와 미쿠니에 의해서 (앨범 《Remember (청춘 애니송 하우스 앨범)》수록), 2007년에는 아이우치 리나&사에구사 유카에 의해서 〈소원은 단 하나 (rearrange version)〉(싱글 〈7대양을 건너는 바람처럼〉 수록)으로 각각 커버되어있다.
2. 은하(銀河)
  - 작사 · 작곡: 코마츠 미호, 편곡: 후루이 히로히토
3. 소원 하나만 (original karaoke)
4. 은하 (original karaoke)

## 타이업
- 요미우리 TV 닛폰 TV계 전국 넷 애니메이션 《명탐정 코난》 닫는 곡 (#1)
- 아사히 방송 《와이드ABCDE~스》 닫는 곡 (#2)

| TV 애니메이션 《명탐정 코난》 닫는 곡 1997년 12월 8일 (84화) ~ 1998년 7월 6일 (108화) |                             |                                                   |
| 이전 곡: DEEN 〈그대가 없는 여름〉                                                    | 코마츠 미호 〈소원 하나만〉 | 다음 곡: 코마츠 미호 〈얼음 위에 서 있는 것처럼〉 |